# Sara Shepard

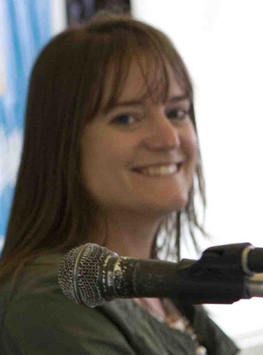
Sara Shepard (2010)

Sara Shepard (* 8. April 1977) ist die US-amerikanische Autorin der Bestseller-Buchreihen Pretty Little Liars und The Lying Game, die mittlerweile auch als Fernsehserien verfilmt wurden.

## Leben
Sara Shepard schloss 1995 die Downingtown West High School in Downingtown, Pennsylvania ab. Anschließend studierte sie an der New York University und absolvierte ihren Master am Brooklyn College. Nach dem Studium schrieb sie unter anderem für Elle und für die Time. Schon früh begann sie neben Studium und Jobs in ihrer Freizeit zu schreiben. Ihr Kindheitstraum war es nicht in erster Linie, eine Autorin zu werden. Heute lebt sie mit ihrem Mann und ihren Hunden in Philadelphia.
Die Romane der Reihe Pretty Little Liars basieren auf Erfahrungen, die die Autorin in ihrer Jugend gemacht hat. In den Büchern werden die vier Mädchen Aria Montgomery, Emily Fields, Hanna Marin und Spencer Hastings von einem mysteriösen Stalker „A“ bedroht, der all ihre Geheimnisse zu kennen scheint.

## Verfilmungen
Pretty Little Liars, eine Fernsehserie, die auf der gleichnamigen Buchreihe basiert, wird seit 8. Juni 2010 auf ABC Family ausgestrahlt. Die Serie wird von Alloy Entertainment produziert. Verkörpert werden die vier Mädchen von Lucy Hale, Shay Mitchell, Ashley Benson und Troian Bellisario.
Auch die Serie The Lying Game basiert auf der gleichnamigen Buchreihe von Sara Shepard. Sie wurde zwischen dem 15. August 2011 und 12. März 2013 auf ABC Family ausgestrahlt. Alexandra Chando stellte dabei die Zwillingsschwestern Sutton Mercer und Emma Becker dar.

## Werke
Bände 1 bis 8 übersetzt von Violeta Topalova, Bände 9 und 10 von Ursula Held

### Pretty Little Liars
- 2006: Unschuldig (Pretty Little Liars)
- 2007: Makellos (Flawless)
- 2007: Vollkommen (Perfect)
- 2008: Unvergleichlich (Unbelievable)
- 2008: Teuflisch (Wicked)
- 2009: Mörderisch (Killer)
- 2010: Herzlos (Heartless)
- 2010: Vogelfrei (Wanted)
- 2011: Unerbittlich (Twisted)
- 2011: Skrupellos (Ruthless)
- 2012: Stunning
- 2012: Burned
- 2013: Crushed
- 2013: Deadly
- 2014: Toxic
- 2014: Vicious

zusätzlich:
- 2012: Pretty Little Secrets
- 2013: Ali's Pretty Little Lies

### The Lying Game
- 2010: Und raus bist du (The Lying Game)
- 2011: Weg bist du noch lange nicht (Never Have I Ever)
- 2012: Mein Herz ist rein (Two Truths and A Lie)
- 2012: Wo ist nur mein Schatz geblieben? (Hide and Seek)
- 2013: Sag mir erst wie kalt du bist (Cross My Heart, Hope To Die)
- 2013: Und du musst gehen (Seven Minutes in Heaven)

zusätzlich:
- 2012: The First Lie
- 2013: True Lies

### The Heiresses
- 2014: The Heiresses

### The Perfectionists
- 2014: The Perfectionists – Lügen haben lange Beine (The Perfectionists)
- 2015: The Perfectionists – Gutes Mädchen, böses Mädchen (The good Girls)

### The Amateurs
- 2017: The Amateurs – Wer zuletzt stirbt
- 2017: The Amateurs – Wenn drei sich streiten
- 2020: The Amateurs – Wer anderen eine Grube gräbt

### Andere
- 2009: The Visibles
- 2011: Everything We Ever Wanted